# Frontières des Fidji

Carte des Fidji et de ses pays voisins.

Les Fidji, État insulaire d'Océanie, possèdent des frontières avec cinq pays. Elles sont toutes maritimes.

## Frontières actuelles
Les Fidji possèdent des frontières avec les cinq pays suivants : 
- La France (Nouvelle-Calédonie), avec laquelle existe un différend territorial autour des îles Matthew et Hunter, également lié à une dispute territoriale entre la France et le Vanuatu ;
- Les îles Salomon
- Les Tonga (avec lesquels existe un différend territorial autour des récifs de Minerva)
- Les Tuvalu
- Le Vanuatu